# Jérémy Toto
Pour les articles homonymes, voir Toto.
Jérémy Toto, né le 15 mai 1992 à Courbevoie, est un joueur international français de handball évoluant au poste de pivot au sein du SC Pick Szeged.

## Biographie
D’origine guadeloupéenne, Jérémy grandit à Noisiel, en Seine-et-Marne. C’est dans le club de la ville qu’il découvre le handball à l’âge de 15 ans. Après deux années au Noisiel Handball, Jérémy se fait remarquer et intègre le centre de formation de Créteil en 2009 à l’âge de 17 ans. C’est avec l'US Créteil que le pivot découvre le haut niveau, en deuxième division française où il remporte le Championnat de France de D2 en 2011 et 2014, mais également la première division française. Il est appelé en équipe de France junior entre 2012 et 2014, et remporte la médaille de bronze lors du championnat du monde junior en 2013.
Après 8 saisons passées au sein de son club formateur, Jérémy Toto signe au Saint-Raphaël Var Handball, équipe avec laquelle il dispute deux saisons entre 2018 et 2020. En 2020, il quitte à 28 ans la France pour la Pologne afin d’intégrer l’équipe de Wisła Płock. Si l'adaptation est difficile dans son nouveau club, il est tout de même auteur de 31 buts en 17 matchs pour sa première saison à l’étranger et cette saison marque une étape importante dans sa progression. Le club termine comme à l'accoutumée deuxième du Championnat de Pologne derrière le KS Kielce et atteint la finale de la Ligue européenne (C3).
Après une saison mitigée en Pologne, il signe avec le Vardar Skopje, en Macédoine du Nord. Un choix payant puisque durant la saison 2021/2022, il s’impose comme un cadre du vestiaire macédonien et connaît la saison la plus prolifique de sa carrière avec 96 réalisations en 37 rencontres, avec un doublé Championnat-Coupe de Macédoine du Nord et ses premiers matchs en Ligue des champions.
Dès novembre 2021, Jérémy Toto choisit de revenir dans l’hexagone en signant un contrat de 3 ans au HBC Nantes à compter 2022.

## Palmarès

### En club
Compétitions internationales
- Finaliste de la Ligue européenne (C3) en 2021 avec Wisła Płock

Compétitions nationales
- Vainqueur du Championnat de France de D2 en 2011 et 2014 avec l'US Créteil Handball
- Deuxième du Championnat de Pologne en 2021 avec Wisła Płock
- Vainqueur du Championnat de Macédoine du Nord en 2022 avec le Vardar Skopje
- Vainqueur de la Coupe de Macédoine du Nord en 2022 avec le Vardar Skopje
- Vainqueur du Trophée des champions en 2022

### En équipe nationale
- Médaille de bronze au championnat du monde junior 2013

### Distinctions individuelles
- Élu meilleur joueur du championnat de Macédoine du Nord en 2022 avec le Vardar Skopje
- Élu meilleur pivot du championnat de Macédoine du Nord en 2022 avec le Vardar Skopje